# Río Azaba
El Azaba es un río afluente del Águeda por su margen izquierda, en la provincia de Salamanca, comunidad autónoma de Castilla y León, España.
Se suele denominar en la comarca como ribera de la Azaba y no como río debido a su caudal intermitente 